# الزاويت (أغلو)
الزاويت هو دُوَّار يقع بجماعة اثنين أغلو، إقليم تيزنيت، جهة سوس ماسة في المملكة المغربية. ينتمي الدوّار لمشيخة أغلو التي تضم 21 دوار. يقدر عدد سكانه بـ 1728 نسمة حسب الإحصاء الرسمي للسكان والسكنى لسنة 2004.

## روابط خارجية
- البوابة الوطنية للجماعات الترابية
- المندوبية السامية للتخطيط